# Pizzo Prevat
Der Pizzo Prevat ist ein 2876 m ü. M. hoher Berg in der Gotthard-Gruppe der Lepontinischen Alpen. Er liegt auf der Grenze zwischen den Schweizer Kantonen Uri und Tessin. Nach Nordwesten, Nordosten und Süden sendet er ausgeprägte Grate. Auf älteren Karten trägt er noch den Namen Piz Prevot.

## Lage und Umgebung
Der Pizzo Prevat liegt im Gratverlauf südöstlich der Rotstocklücke. Nördlich des Gipfels erstreckt sich der Untere Schatzfirngletscher. Nachbargipfel des Prevats sind im Verlauf des Nordostgrats der 2858 m hohe Rotstock, nordwestlich jenseits der Rotstocklücke der Pizzo Centrale mit 3000 m Höhe und südsüdöstlich, getrennt durch den Passo della Sella, der Giübin (2776 m). Nach Südwesten fällt das Gelände ab zum Lago della Sella, der Gotthardpass liegt gut fünf Kilometer Luftlinie westlich.

## Touristische Erschliessung
Der Pizzo Prevat ist für erfahrene Bergwanderer leicht zu bewältigen, Anstiege sind über die drei Grate möglich. Der Südgrat wurde am 29. Juli 1892 von William Augustus Brevoort Coolidge und dem Bergführer Christian Almer junior zuerst dokumentiert begangen. Vom Ospizio San Gottardo, auf 2091 m Höhe im Westen gelegen, ist ein Aufstieg über die Westflanke in drei Stunden Gehzeit möglich.